# Мавчиче
'Мавчиче (словен. Mavčiče) — поселення в общині Крань, Горенський регіон, Словенія. Висота над рівнем моря: 360,1 м.